# Navalla (estri)

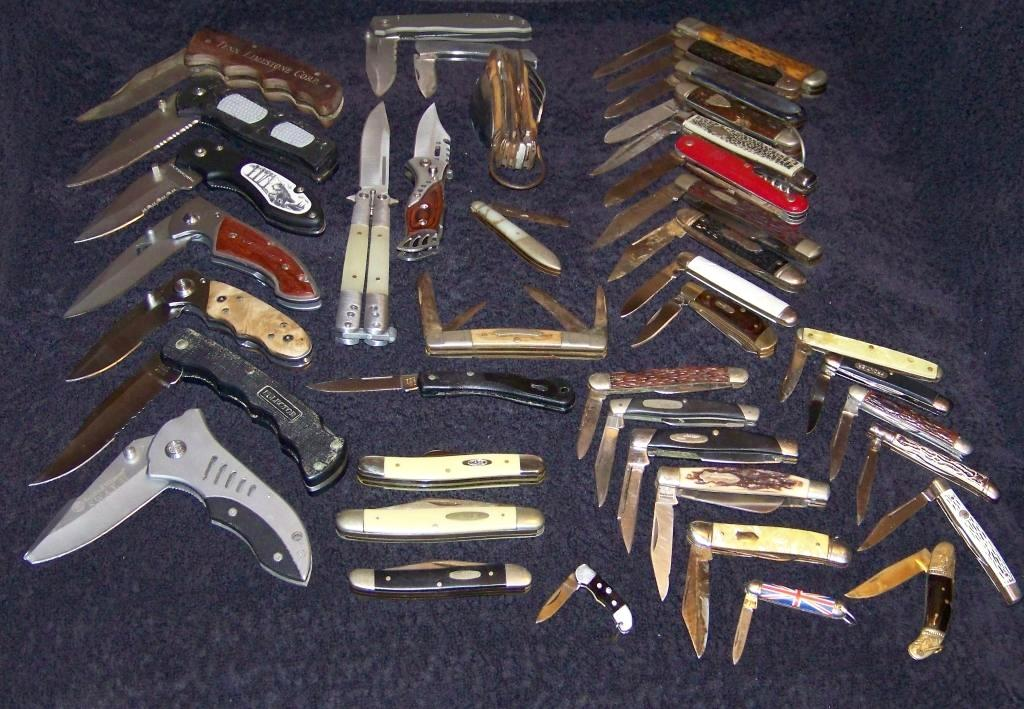
Col·lecció de navalles

Una navalla, navaixa (castellanismes), un raor/rasor o un ganivet és un ganivet amb una fulla plegable que es pot desar dins el mànec.
En la disposició més habitual i simple la fulla és giratòria i d'un sol tall. En posició oberta és com un ganivet normal. Quan es plega, la fulla gira amb el tall aproximant-se al mànec. En posició tancada el tall és amagat, protegit pel mànec i la fulla mig encabida dins d'una ranura o cavitat adequada.

## Etimologia

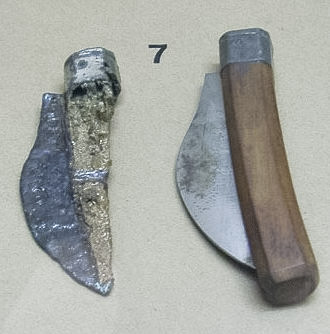
Navalla d'època romana trobada a Gellep-Stratum (Alemanya) i reconstrucció.

El terme navalla deriva del llatí "novacula", que significa raor o navalla d'afaitar.

## Trempaplomes
Es tracta de navalles molt petites de fulla prima.
El nom de trempaplomes o tallaplomes ve de l'època en què hom usava plomes d'ocells per a escriure sucant la tinta d'un tinter i calia anar retallant la punta de la ploma quan s'havia desgastat o fet malbé.

## Navalles

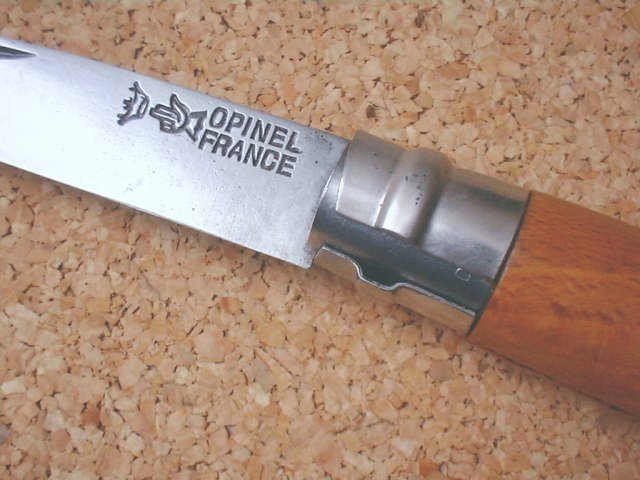
L'anell de seguretat es gira per a tenir la fulla inamovible.

Dins de la denominació genèrica de navalles hi ha una munió d'estris plegables que, generalment, és poden classificar com a "de butxaca" quan les dimensions moderades permeten de dur-los en els indrets indicats.
Per les seves característiques es poden classificar de maneres diverses, sense oblidar la classificació més important que és la de la seva funció.
Hi ha navalles:
- de supervivència
- d'acampada
- de pescador
- de mariner
- de caçador
- multiestris
- d'electricista...

### Sistemes de plegatge

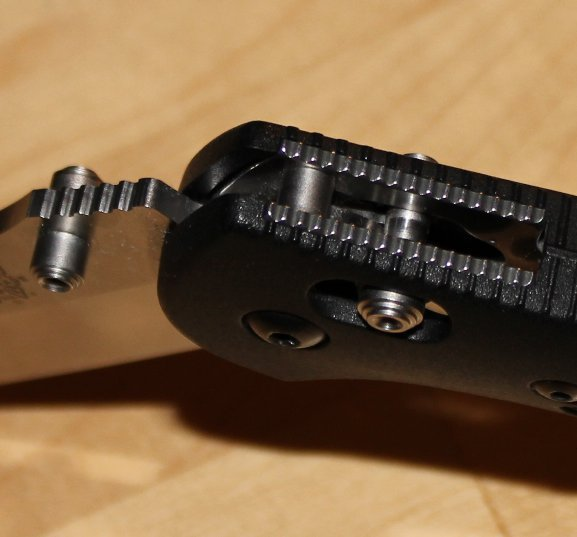
Mecanisme de fiador Benchmade "Axis Lock".

- De fulla giratòria: La fulla pot girar entorn d'un piu o eix.
- De fulla que es desplaça longitudinalment en relació amb el mànec.
- Navalles de papallona ("balisong").

### Sistemes de fixació de la fulla

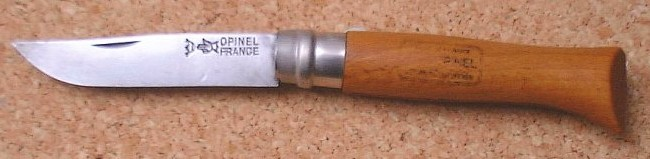
Navalla francesa Opinel, amb fiador per anell giratori.

- Sense fiador. La fulla resta en posició per simple fregament.
- Amb molla simple. La fulla resta posicionada per una molla que fa una certa força, però que no és un fiador eficaç. Un esforç moderat inadequat pot fer que la fulla es plegui involuntàriament.
- Amb fiador. La fulla oberta roman immobilitzada per un fiador. Per a plegar la fulla cal desblocar el fiador. Hi ha diversos tipus de fiadors. Alguns són tradicionals (de virolla,[3] de dent pivotant…) i altres inventats modernament.[4]

## Sistemes d'obertura
- Manual.
  - Amb dues mans. Les navalles tradicionals exigeixen l'ús de les dues mans. La fulla pot tenir un rebaix (per a rebre l'ungla del polze de la mà auxiliar; l'esquerra generalment) o una part que sobresurt.
  - Amb una sola mà.

Hi ha fulles amb un botó que sobresurt (o peça similar) que permeten obrir o parar la fulla amb una sola mà. També hi ha diversos sistemes patentats que permeten la funció indicada i són molt útils en certes circumstàncies.
- Manual i molla.

Són navalles que es comencen a obrir manualment i amb una molla auxiliar que acaba l'acció.
- De molla (molla de veritat) o automàtiques.

Navalles que s'obren automàticament en prémer un botó o desplaçar un fiador. El seu ús està prohibit en gairebé tots els països. Com a eines acostumen a ser mediocres (pel fet que la fulla en posició oberta queda baldera). I com a armes, a més de la seva vàlua discutible (per la raó indicada de la fulla baldera), tenen la connotació d'armes prohibides i pròpies de delinqüents.

## Navalles multiús o multifuncionals

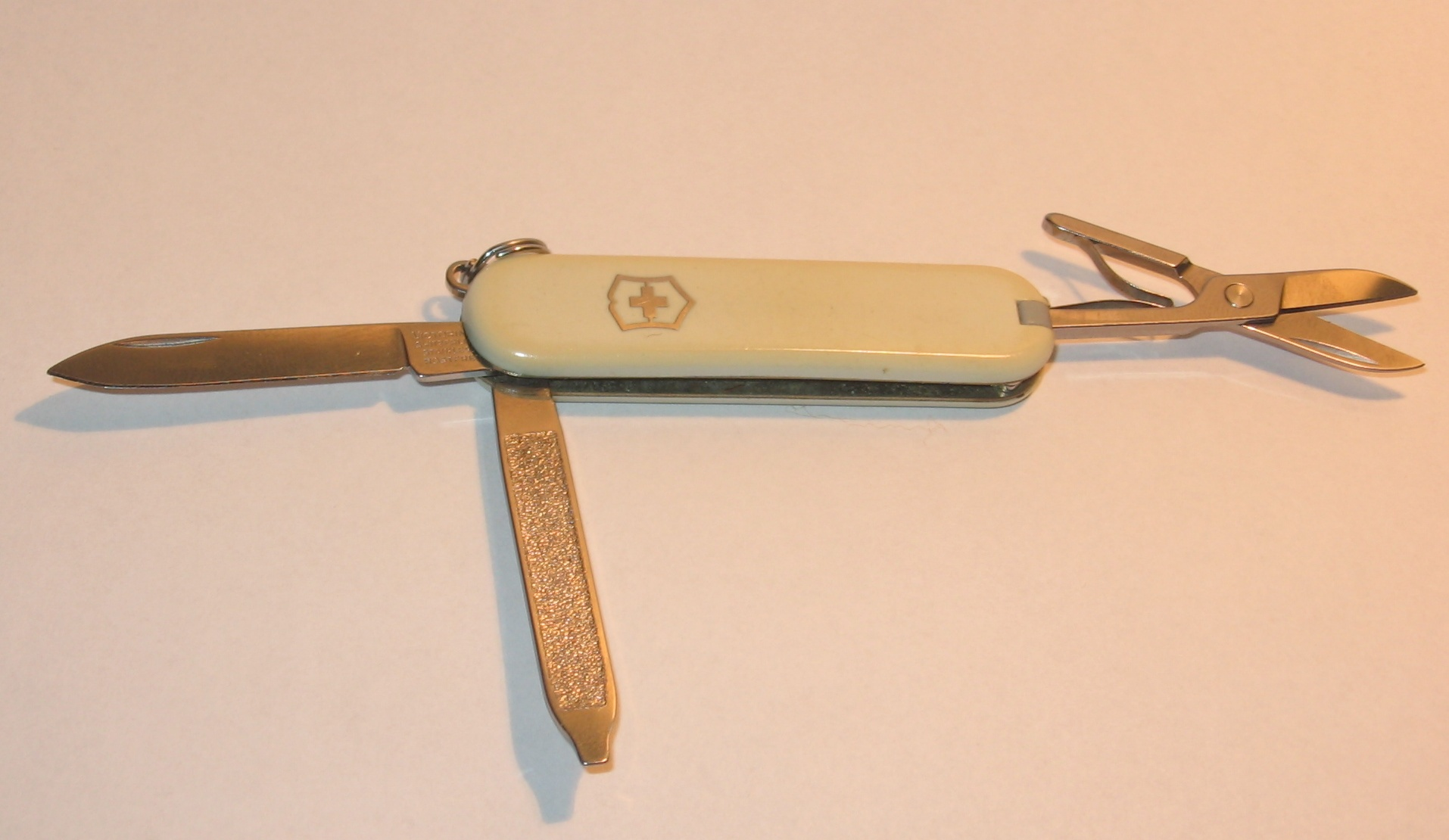
Petita navalla multiús. Fulla de 4 cm. A més té llima, tisores, pinces i escuradents.

Les versions fundacionals de la navalla multiús, i alhora les més populars, són les navalles suïsses (anomenades també "de l'exèrcit suís") de les marques Victorinox i Wenger.

## Models tradicionals. Regions de fabricació
Al costat de les navalles industrials o semiindustrials produïdes en grans quantitats des de fa més d'un segle a Sheffield (Regne Unit), Solingen (Alemanya), Albacete (Espanya) i altres, hi ha navalles artesanes fabricades localment segons dissenys tradicionals.
Es pot fer una aproximació a la matèria a partir de les regions geogràfiques i els noms dels models de navalla:
- França continental (Opinel, Laguiole…)
- Còrsega (els emblemàtics i falsos "Vendetta" i similars).[5]
- Itàlia peninsular
- Sicília
- Sardenya[6] (Arburesa, Pattadesa, Guspinesa…).

## Navalles modernes. Nous dissenys
Tant les indústries ganiveteres com els artesans independents fabriquen navalles de col·leccionista de gran qualitat, amb fulles dels millors materials i mànecs de materials exòtics.
També hi ha sistemes d'obertura i de fiador especials.

Alguns exemples:

## La navalla espanyola

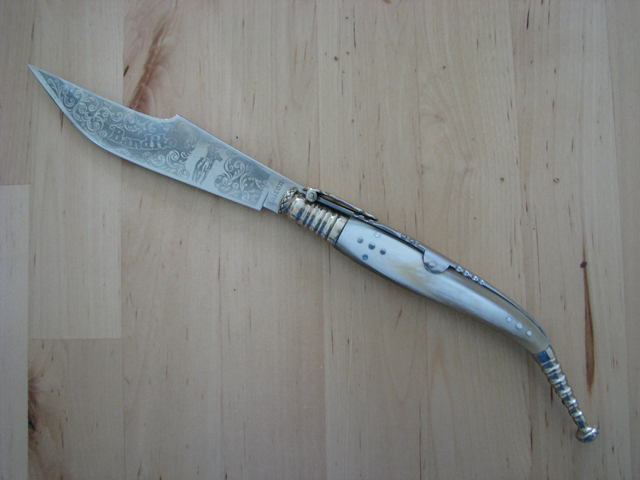
Un "ganivet de molla de formes tradicionals. Amb fulla de 140 mm.

La dita navalla espanyola (navaja española) ha estat objecte d'estudis seriosos.

 I hi ha un article específic a la Wikipedia en anglès: "Navaja".
La denominació tradicional catalana de la navalla com a arma que es portava a la faixa, és "ganivet de molla" o "ganivet de molles" (en castellà "navaja de muelle(s) o encaje", "navaja con gozne" o "navaja de carraca"). En aquest context molla té un significat especial, ja que fa referència a una osca o rebaix que tenia la fulla (en la part oposada a la punxa) i que servia d'encaix al fiador, restant la fulla fermament fixada un cop obert el ganivet.
En obrir la navalla era característic el soroll del fiador quan s'encaixava la fulla.
Hi havia ganivets de molla amb 3 i 4 osques dites singlots, que en ésser oberts feien un clacs secs similars als d'una carrau. Probablement és la raó per la qual aqueixes osques s'anomenen singlots.
A Aragó, València i Catalunya hi havia bons ganiveters amb gremis molt antics. A Saragossa, València, Xàtiva, Girona, Ripoll, Solsona, Reus i altres localitats es fabricaven coltells i navalles.
A Aragó i a les terres de parla catalana el Decret de Nova Planta va prohibir la fabricació, la venda i l'ús de tota mena d'armes blanques.

## La navalla papallona
La navalla papallona és una arma blanca amb una fulla suportada per dues parts allargades anomenades “galtes” que estan unides formant el mànec. El mànec es divideix en dues parts.

## Navalla d'afaitar

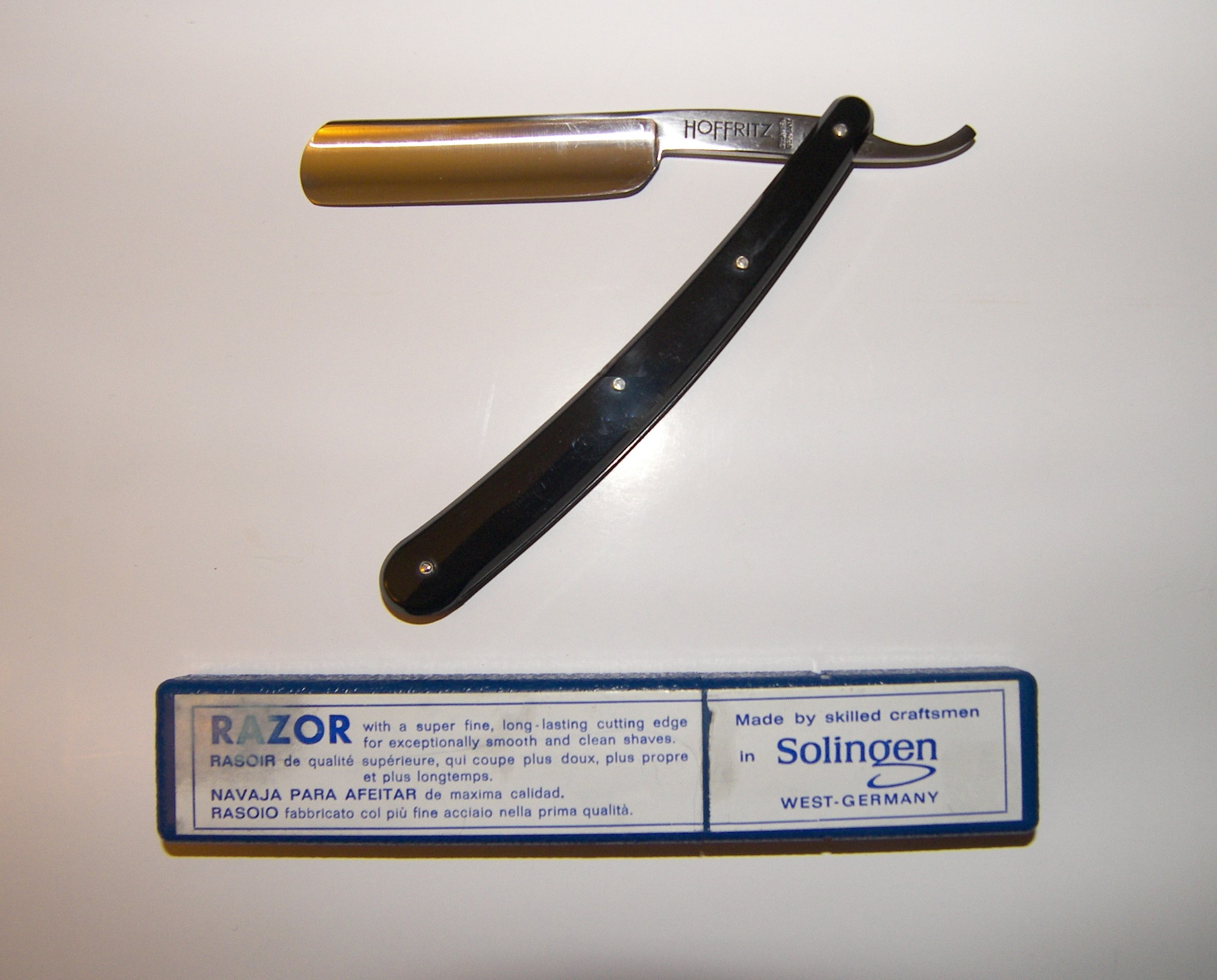
Navalla d'afaitar.

La navalla d'afaitar o raor acostuma a ser de formes particulars i tradicionals adaptades a la seva funció específica.
La fulla és d'acer amb alt contingut de carboni trempat a una gran duresa, la qual cosa permet un esmolada molt fina i un tall molt eficaç. El passador o la passadora és la peça de fusta llisa o de pell ben tibant, damunt la qual es passa el raor per a afilar-lo.

## Aspectes legals
Des de temps molt antics, en molts països i sota règims diferents hi ha hagut restriccions legals per a portar navalles, en la mesura que aquestes eines poden usar-se com a arma.
Les normes són molt diferents i no sempre clares. A Itàlia és il·legal qualsevol navalla o ganivet amb fulla de més de 4 cm (!!).
Les restriccions en aeroports i avions encara són més rigoroses.